# Leijonancker
Leijonancker, även Lejonanker och ursprungligen Leyonancker, är en svensk adlig ätt, adlad den 18 augusti 1666 och introducerad på Riddarhuset 1668 som ätt nummer 778. Den är utslocknad på svärdssidan.

## Släktens historia
Den från Skottland bördige Daniel Young (1627−1688) kom till Sverige på 1650-talet och adlades Leijonancker 1666 för sina förtjänster som underleverantör till den kungliga svenska armén. Young var först kramhandlare i Stockholm och kom att utgöra en del av tidens högre borgerskap tack vare sina affärskontakter med kungahuset. Redan år 1651 beviljades han och köpmannen Caspar Kohl tobaksmonopol i Sverige och Finland mot ett årligt arrende. Han blev också delägare i Västerviks rederi som hade 14 handelsfartyg. Han drev senare ett vantmakeri i en större industribyggnad som kallades Malongen. Den låg vid det som på den tiden kallades "Leijonanckers Tårg", idag Nytorget 15, på Södermalm i Stockholm. Malongen är Stockholms äldsta bevarade industrifastighet. 
Daniel Leijonancker och affärskollegan Jakob Momma Reenstierna utökade verksamheten och dominerade vid tiden området kring Renstiernas gata och Nytorget på Södermalm. Det är troligt att de använde samma arkitekt – den från Sydtyskland inkallade Johan Tobias Albinus – som dokumentariskt kan bindas till Reenstiernas palats vid Wollmar Yxkullsgatan, uppfört vid mitten av 1660-talet.
Kommerserådet Daniel Young Leijonancker gifte om sig med Margareta (Magdalena) Granatenfelt, dotter till översten Pierre Boo Margalli (adlad Granatenfelt nr 483) och Catharina de Flon. Efter hennes död 1675 gifte han sig Daniel för tredje gången samma år med friherrinnan Catharina Gyldenhoff (Gyllenhåf), död 1703. Daniel Leijonancker fick med sina tre fruar 32 barn, varav 23 söner och nio döttrar.
De mest kända av släkten Leijonancker är viceamiral Gustaf Fredrik Leijonancker, konteramiral Fredrik Wilhelm Leijonancker, översten vid Arméns flotta Gustaf Adolf Leijonancker som utmärkte sig under Gustav III:s ryska krig samt landshövdingen Wilhelm Leijonancker, som 1853 ha planerat och genomfört Stockholms första vattenverk, Skanstullsverket på Södermalm.
Ätten Leijonancker utslocknade 1972 på svärdssidan. Själva efternamnet lever dock vidare då Bengt Augustinsson (1922–2017) år 1980 antog namnet efter sin farmor. Han var sonson till landshövdingen Fredrik Wilhelm Leijonanckers dotter Maria Leijonancker i hennes äktenskap med bataljonsläkaren Ernst Augustinsson.

## Bilder

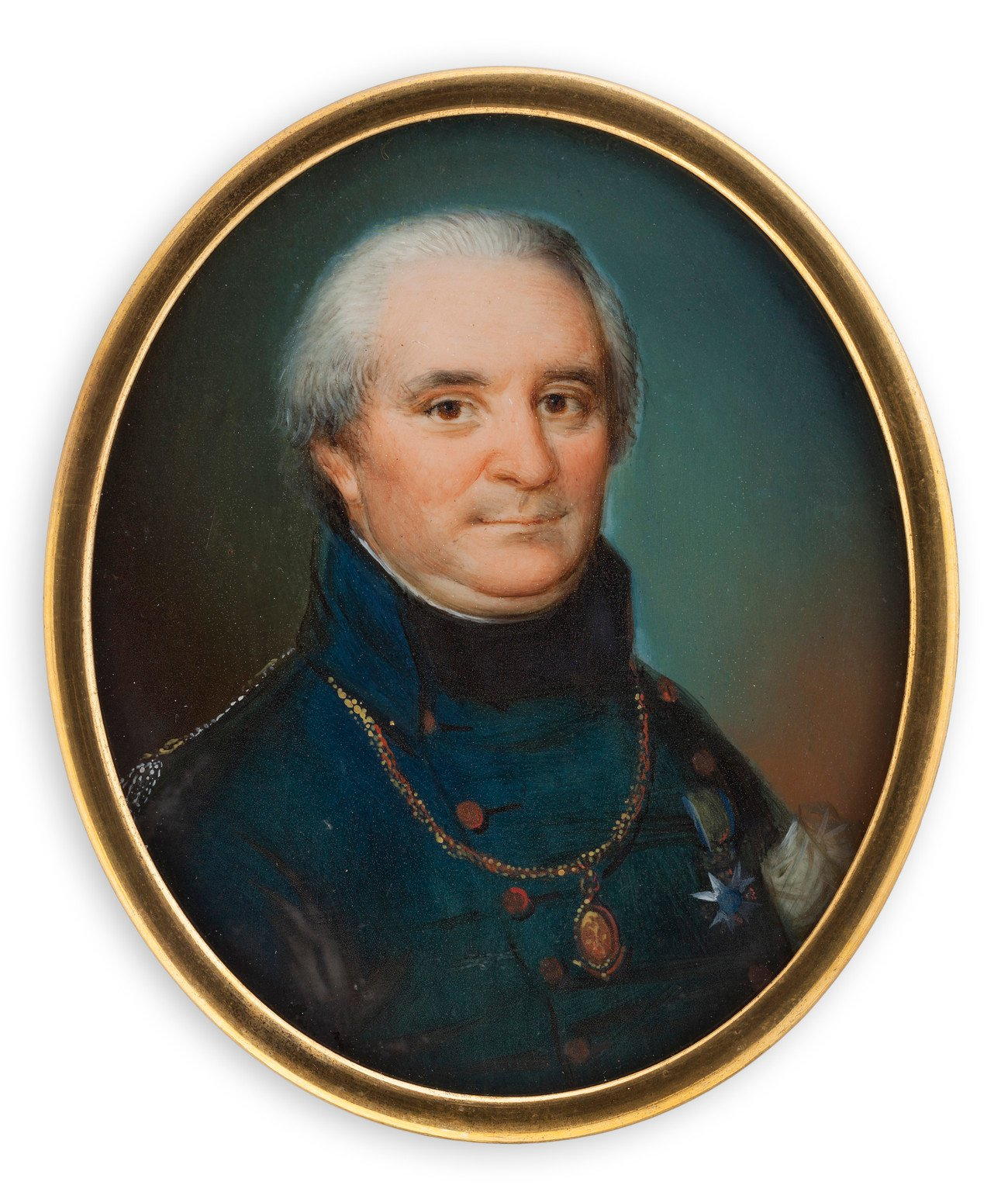
Gustaf Adolf Leijonancker i uniform för Arméns flotta bärandes Svensksundsmedaljen i guldkedja om halsen samt Svärdsorden på bröstet.
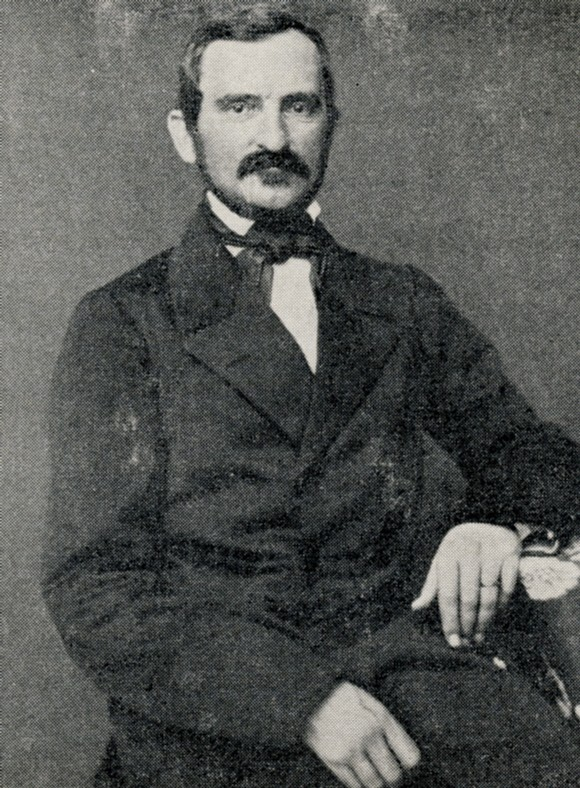
Landshövding Wilhelm Leijonancker.